# ガソサウルス
ガソサウルス（学名 Gasosaurus）はジュラ紀中期の中国に棲息していた獣脚類の一種。

## 発見と命名
1985年に中国四川省大山鋪鎮で中国のガス会社ダンシャンプガス社がダイナマイトを用いて岩石を除去する作業を行っていた際、恐竜の骨が偶然発見された。
本種の発掘にガス会社が大きく貢献した事に因み、「ガストカゲ」の意のガソサウルスと命名された。

## 特徴

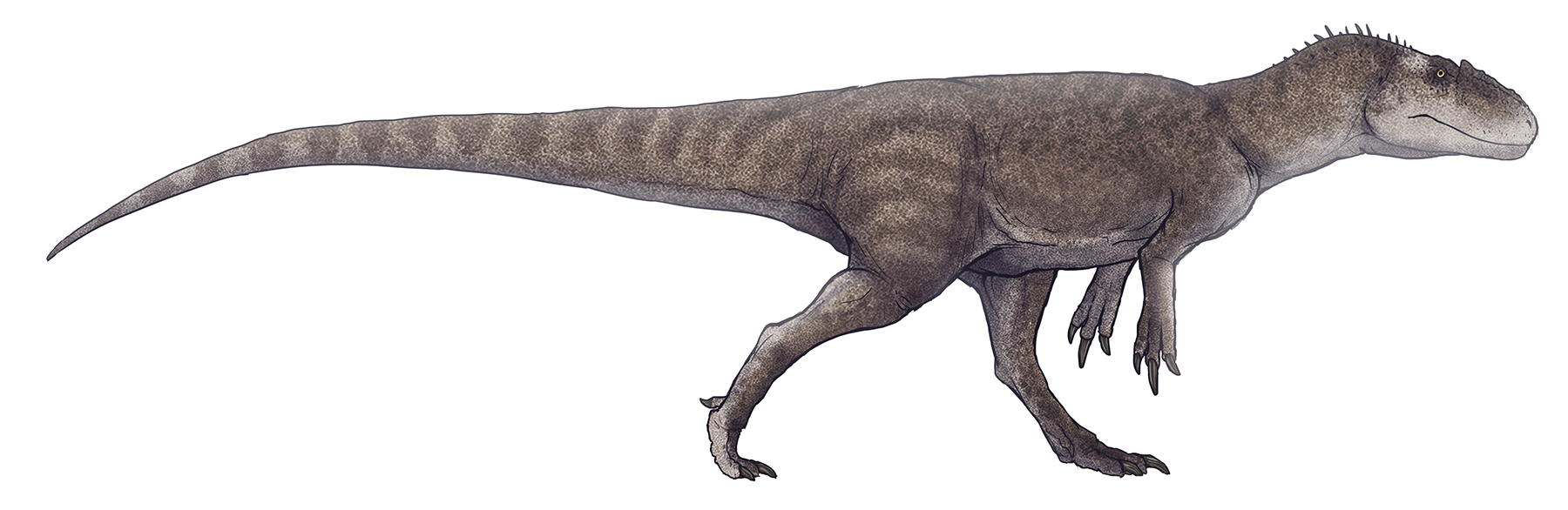
復元図

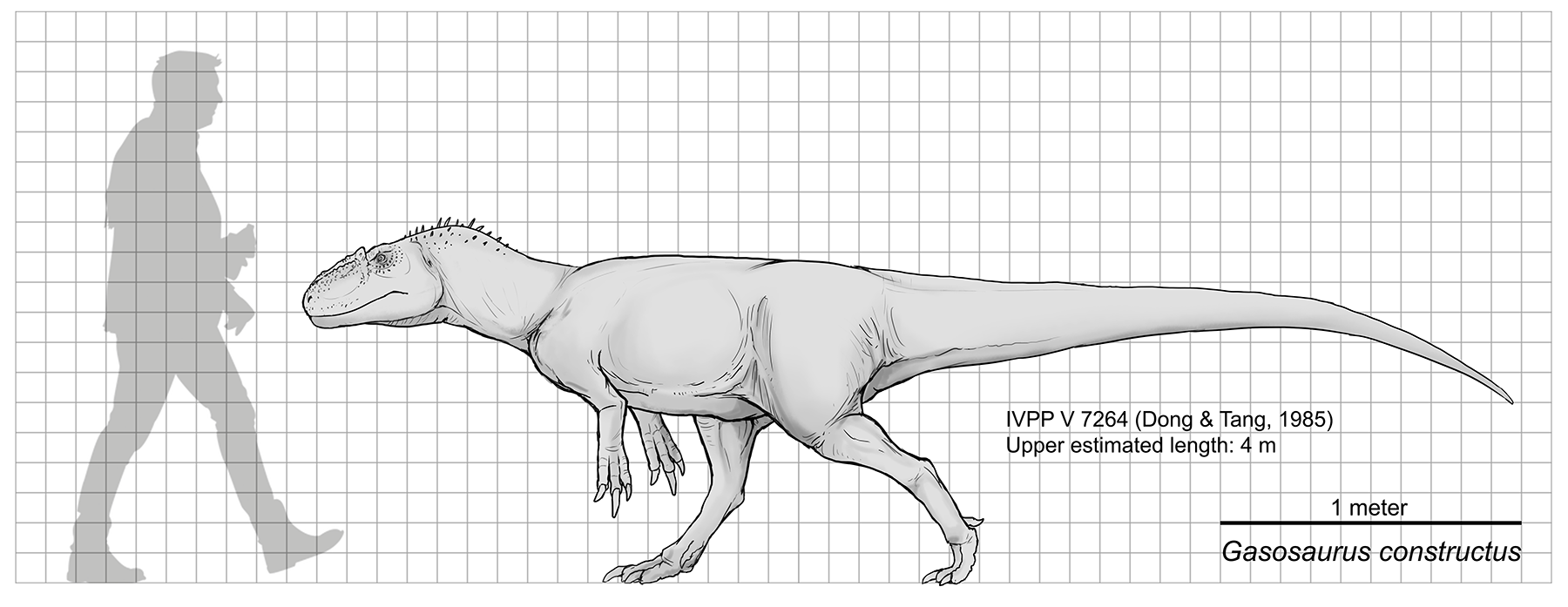

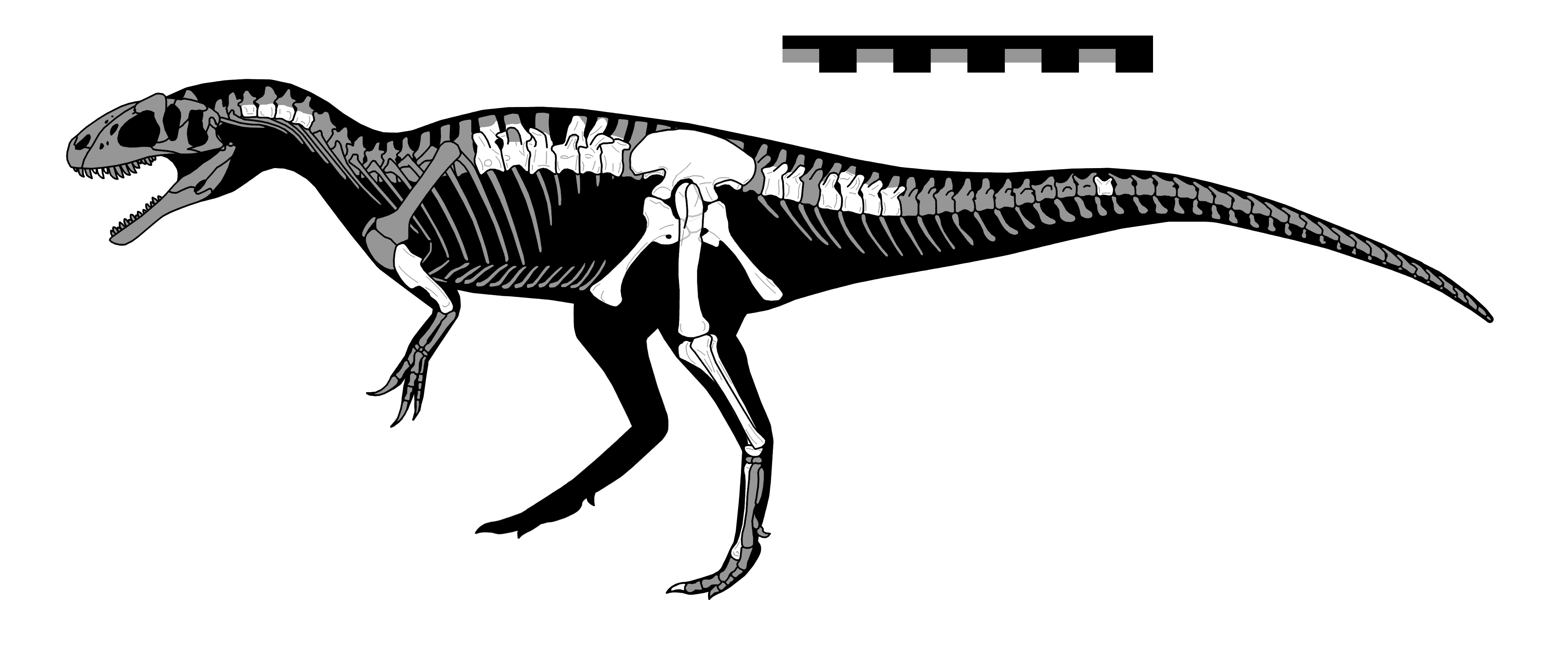
既知の骨格

頭骨が欠落した不完全な化石（前肢骨、骨盤、大腿骨および複数の椎骨が確認されている）により知られている。
全長3.5〜4m、体重150kg程度と推定されるが、400kgに達したとする推定もある。

## 分類
ガソサウルスは記載者によって最初にメガロサウルス科に置かれた。
2000年、ホルツは基盤コエルロサウルス類の可能性があると主張したが、2004年にホルツはカルノサウルス類やコエルロサウルス類を包含するより大きなグループであるアヴェテロポーダ類に配置した。
断片的であるため詳細な分類は不明であるが、コエルロサウルス類外のテタヌラであると解釈される。現在ホロタイプの調査が進んでおり分類が大きく変わることも予想される
。

## ギャラリー

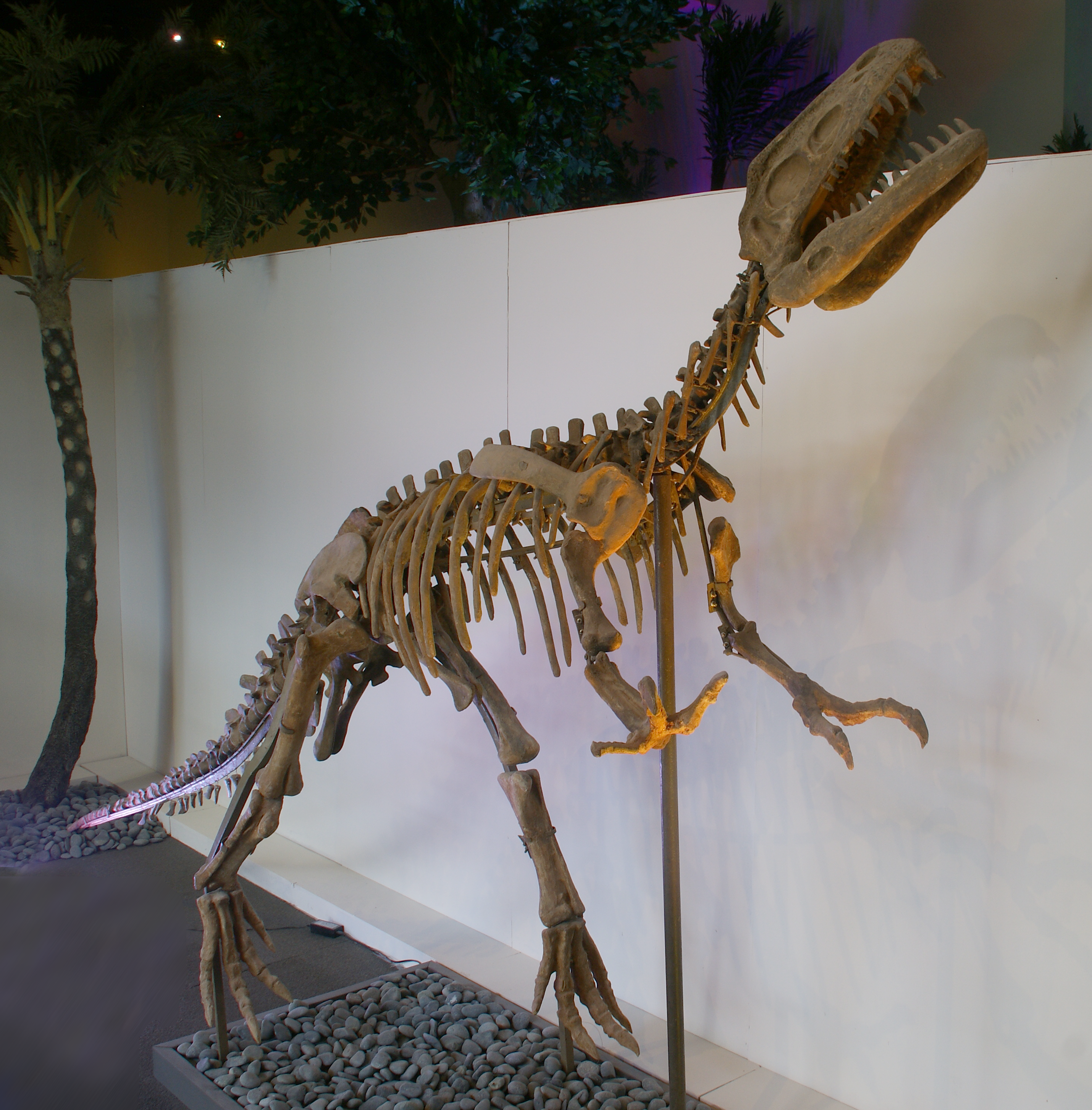
巡回展「Dinosaurs Unearthed」で展示されたガソサウルス
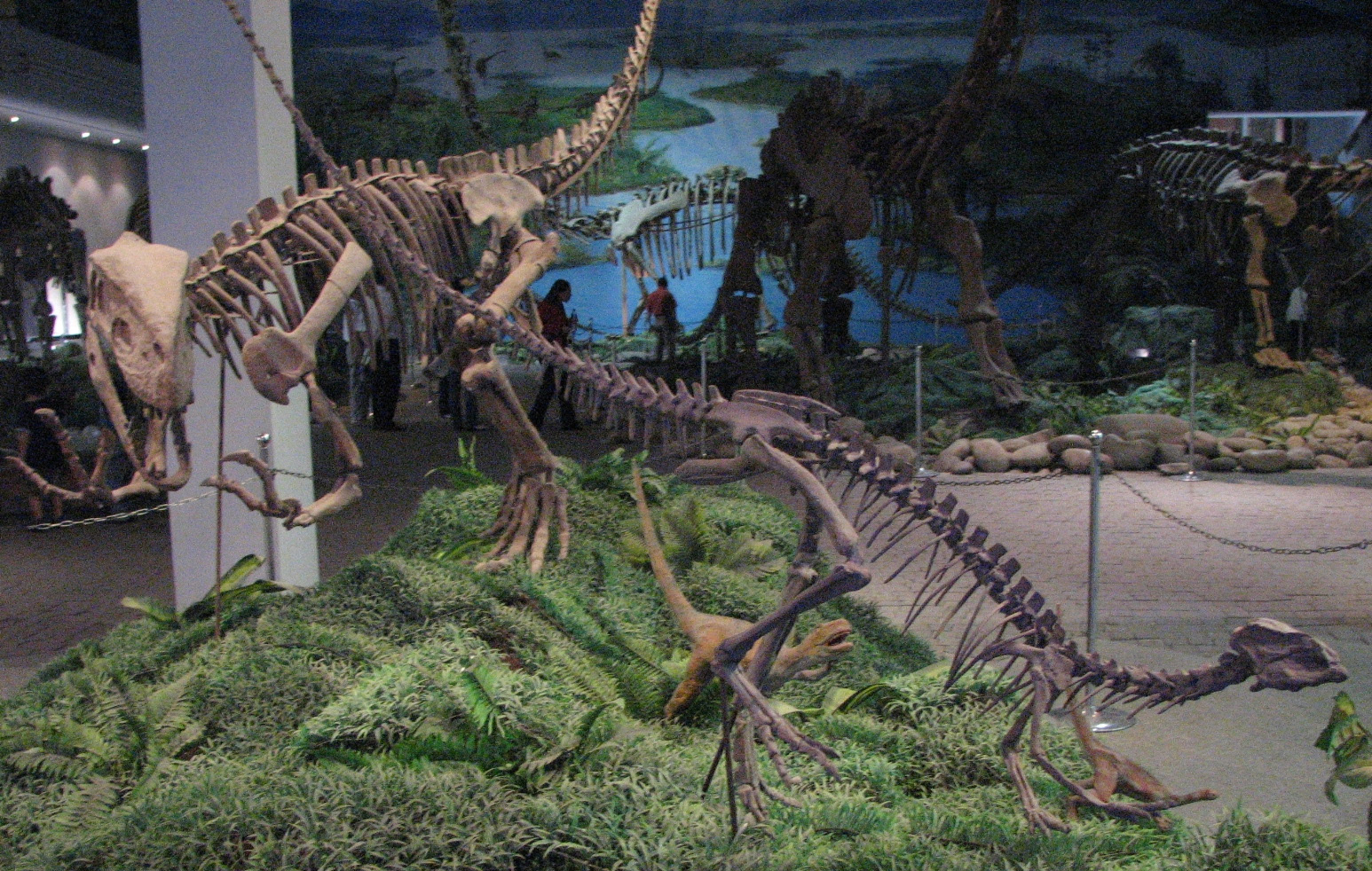
アギリサウルスを襲うガソサウルス　自貢恐竜博物館の展示
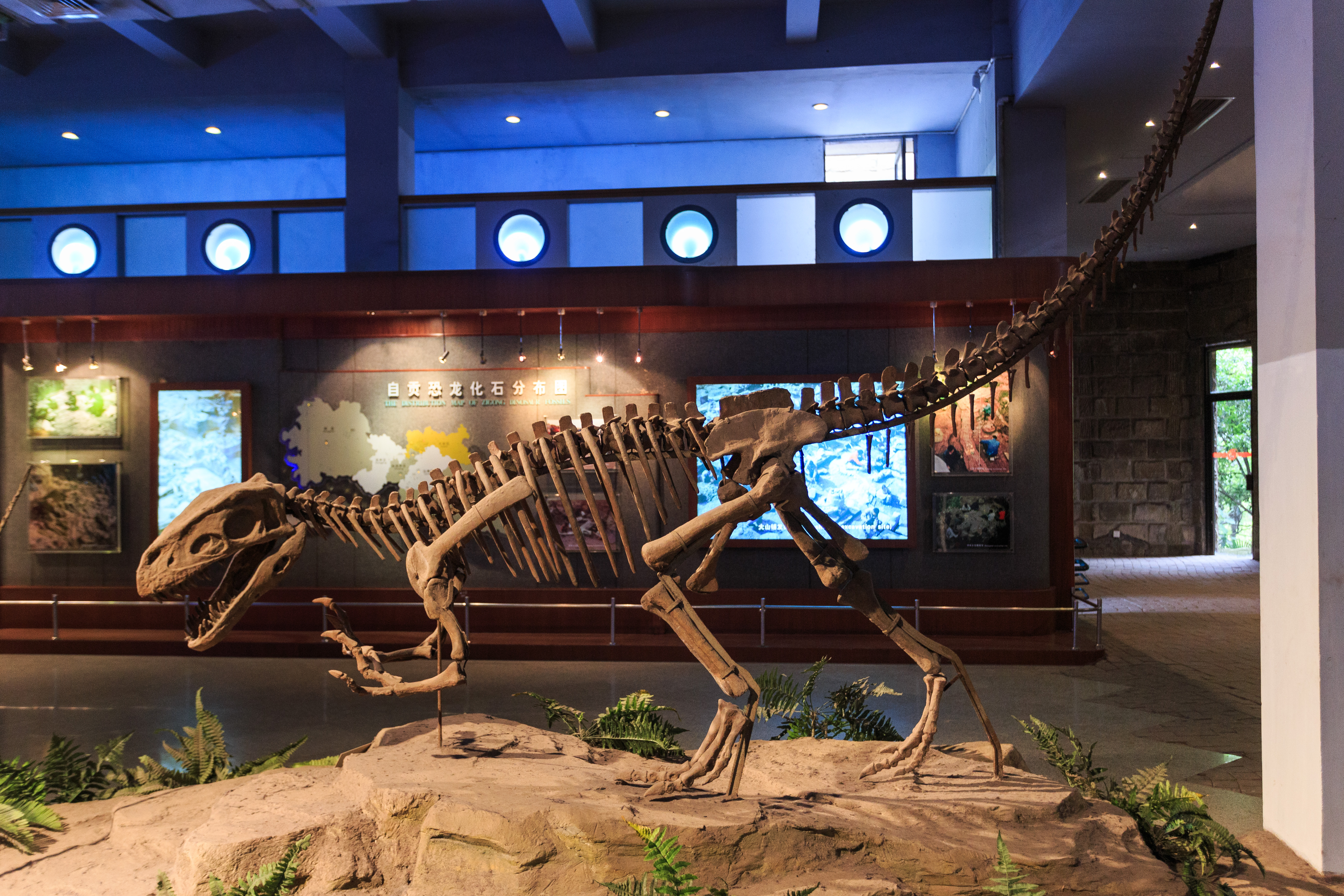
自貢恐竜博物館の展示